# Muanza
Muanza es un distrito de la provincia de Sofala, en Mozambique, con una población censada en agosto de 2017 de 42 289 habitantes.
Se encuentra ubicado en el centro del país, junto a la orilla del río Pungwe, entre la frontera con Zimbabue, al oeste, y la costa del canal de Mozambique (océano Índico), al este.